# Danik Patisson
Danik Patisson (nom de scène de Danièle Claude Madeleine Patisson) est une actrice française, née le 26 mars 1939 à Senlis et morte le 21 octobre 2016. Elle a été élue Miss Paris en 1960. De son époux Philippe Boutet elle est la mère de Valérie Pascale, Miss Paris 1985 et Miss France 1986 devenue animatrice, entre autres, de M6 Boutique.

## Filmographie

### Cinéma
- 1953 : Maternité clandestine de Jean Gourguet
- 1953 : Mam’zelle Nitouche d'Yves Allégret
- 1954 : La Dernière Fois que j'ai vu Paris (The last time i saw Paris) de Richard Brooks
- 1954 : La Maison du souvenir (Casa Ricordi) de Carmine Gallone
- 1954 : Interdit de séjour de Maurice de Canonge
- 1954 : Le Pain vivant de Jean Mousselle
- 1954 : Fantaisie d'un jour de Pierre Cardinal
- 1955 : Frou-Frou d'Augusto Genina
- 1955 : Gueule d'ange de Marcel Blistène
- 1955 : Les Premiers outrages de Jean Gourguet
- 1955 : Cherchez la femme de Raoul André
- 1955 : Tant qu'il y aura des femmes d'Edmond T. Gréville
- 1955 : Les Duraton d'André Berthomieu
- 1955 : Paris Canaille de Pierre Gaspard-Huit
- 1955 : Les Possédées de Charles Brabant
- 1956 : OSS 117 n'est pas mort de Jean Sacha
- 1956 : Le Long des trottoirs de Léonide Moguy
- 1957 : Donnez-moi ma chance de Léonide Moguy
- 1957 : Rafles sur la ville de Pierre Chenal
- 1957 : Le Soleil se lève aussi (The sun also rises) de Henry King
- 1957 : Incognito de Patrice Dally
- 1958 : Jeunes filles en uniforme (Mädchen in uniform) de Geza Von Radvanyi
- 1959 : O primo basilio de António Lopes Ribeiro
- 1960 : Les Mordus de René Jolivet
- 1960 : La Blonde et les nus de Soho (Too hot to handle) de Terence Young
- 1960 : Alibi pour un meurtre de Robert Bibal
- 1961 : Capitaine Tempête (Captain Tempest / La spada della vendetta) de Luigi Latini De Marchi
- 1961 : De quoi tu te mêles, Daniela ! de Max Pécas
- 1962 : L'Accident d'Edmond T. Gréville
- 1962 : Agent 077, opération Jamaïque (077 opération sexy) de Jess Franco
- 1964 : Déclic et des claques de Philippe Clair
- 1965 : Le Vampire de Düsseldorf  de Robert Hossein - Mme Schultz
- 1974 : Tamara ou comment j'ai enterré ma vie de jeune fille  de Michel Berkowitch
- 1979 : L’éblouissement de Jean-Paul Carrère
- 1981 : Mon ami Socia de Daniel Martineau

### Télévision
- 1975 : Erreurs judiciaires - épisode : La dame au fusil de Jean Laviron - Josyane
- 1977 : Recherche dans l'intérêt des familles - épisode : Le P.D.G. série TV - Mme Vernon
- 2004 : Boulevard du Palais - épisode : Une mort de trop de Pascale Dallet  - Mme Vendémiaire
- 2005 : Julie Lescaut (série), épisode 5 saison 14, Instinct paternel d'Alain Wermus - Grand-mère Quentin
- 2006 : Navarro - épisode : L'âme en vrac de Philippe Davin - Mme Seurat
- 2006 : Chassé croisé amoureux , téléfilm de Gérard Cuq

## Théâtre
- 2010 : L'Affaire Dominici - Robert Hossein, Théâtre de Paris
- 2010 : L'Affaire Seznec - Robert Hossein, Théâtre de Paris
- 2007 : Jean-Paul II - Robert Hossein et Alain Decaux, Palais des Sports
- 1962 : La Belle de mai - Juliette Saint-Giniez, Théâtre Tristan Bernard
- 1955 : Le Petit Arpent du bon Dieu - Erskine Caldwell, mise en scène José Quaglio, Théâtre de l'Ambigu
- 1954 : Les Misérables - Victor Hugo,   Théâtre d'Enghien